# NGC 788
NGC 788 (другие обозначения — MCG -1-6-25, PGC 7656) — галактика в созвездии Кит.
Этот объект входит в число перечисленных в оригинальной редакции «Нового общего каталога».
Является сейфертовской галактикой типа II. В её спектре обнаружена мощная линия водорода-альфа, что указывает на то, что NGC 788 имеет затенённое ядро типа I. Такая особенность есть у около 15 сейфертовских галактик типа II, но NGC 788 имеет более высокую долю звёздного света в спектре, более низкую поляризацию и значительно более маленькую мощность излучения в радиодиапазоне.
В галактике наблюдался взрыв сверхновой SN 1998dj.
Галактика NGC 788 входит в состав группы галактик NGC 788. Помимо NGC 788 в группу также входят NGC 829, NGC 830, NGC 842 и IC 183.